# Reef Neeman

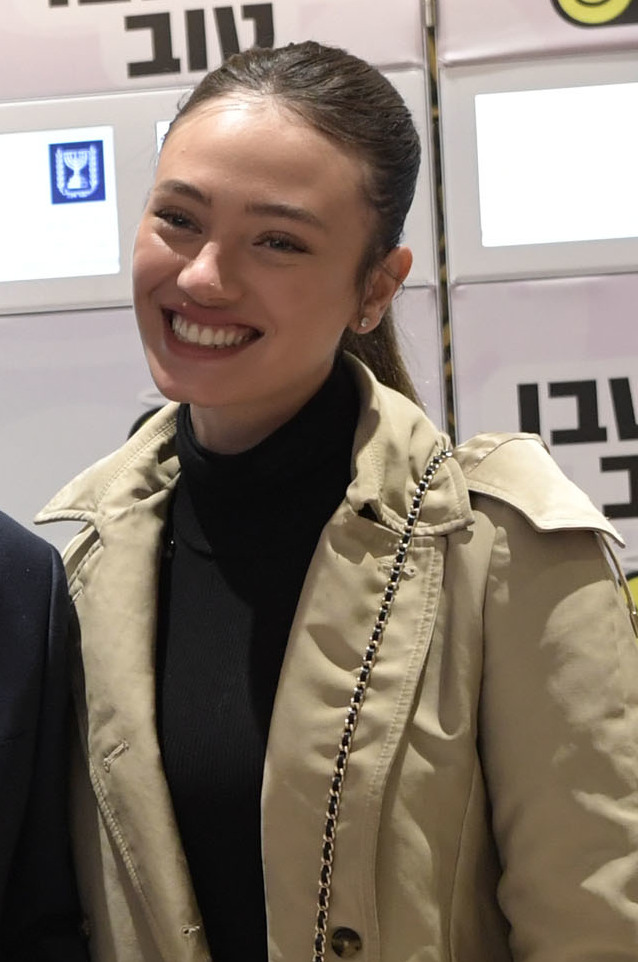
Reef Neeman, 2021

Reef Neeman (hebräisch ריף נאמן; * 26. Dezember 1997 in Kfar Tabor, Israel) ist eine israelische Schauspielerin und Model.

## Biografie
Reef Neeman wurde am 26. Dezember 1997 in Kfar Tabor geboren. Sie modelte für verschiedene israelische Marken wie Blue Bird, Fox Kids, Octopus, Go Underwear. Ihr Debüt gab sie 2018 in Liebe im Spektrum. Im selben Jahr trat sie in The Conductor auf. Von 2018 bis 2019 war sie in der Serie Shnot HaShmonim zu sehen. Zwischen 2018 und 2019 spielte Neeman in der Serie Kflula die Hauptrolle. In der dritten Staffel der Netflixserie Fauda bekam sie die Hauptrolle. Anschließend wurde sie 2020 für die Serie Shtisel gecastet.

## Filmografie (Auswahl)
Serien
- 2018: Liebe im Spektrum
- 2018: The Conductor
- 2018–2019: Shnot HaShmonim
- 2018–2020: Kfula
- 2020: Fauda
- 2020–2021: Shtisel (Staffel 3)
- 2020–2021: PPS
- 2022: Golda & Meir
- 2024: Af Ehad Lo Ozev et Palo Alto